# Comarapa (kommun)

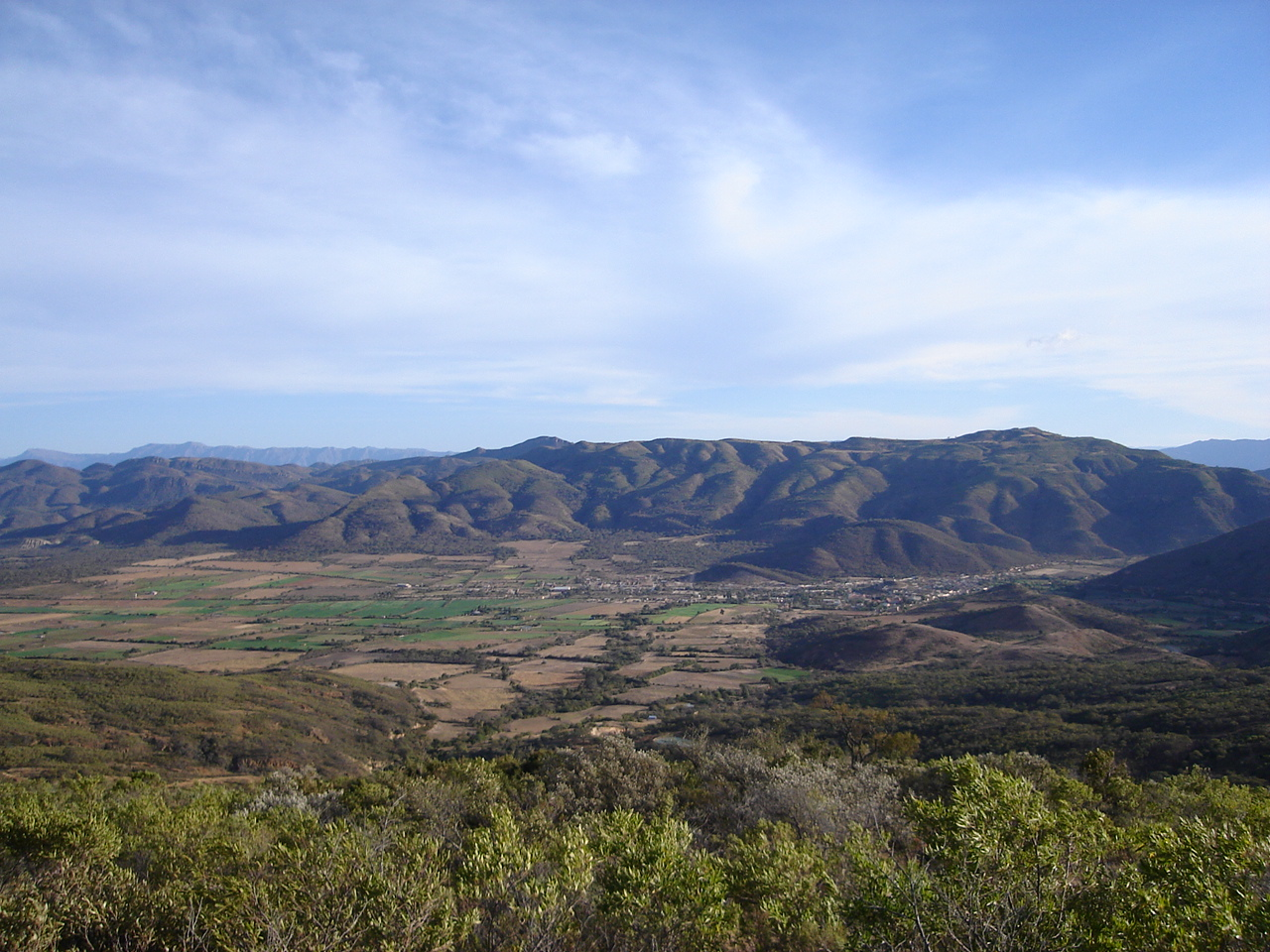
Comarapa

Comarapa är en kommun  i den bolivianska provinsen Manuel María Caballero i departementet Santa Cruz. Den administrativa huvudorten är Comarapa.